# Yourope

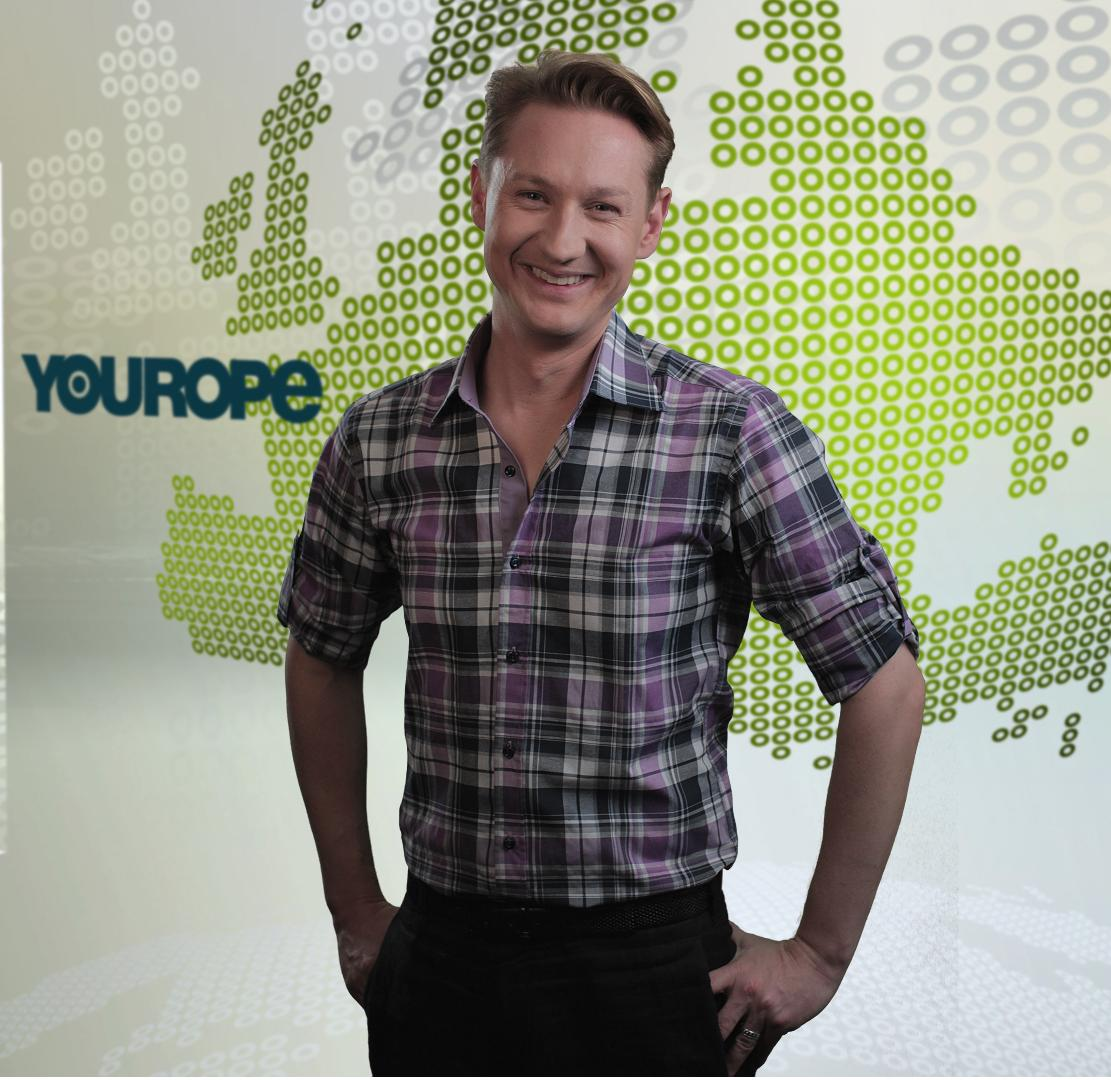
Moderator Andreas Korn vor dem Sendungslogo

Yourope war ein wöchentlich ausgestrahltes, 26-minütiges TV-Magazin, das am 10. Januar 2010 von Arte mit dem Ziel lanciert wurde, sich auf die durch das Internet veränderten Mediennutzungsgewohnheiten der 25- bis 35-Jährigen in Europa einzustellen. Moderator war Andreas Korn. Die Sendung war jeden Samstag um 14:00 Uhr auf Arte zu sehen. Zudem standen die Sendungen jeweils sieben Tage via Online-Streaming auf der Yourope-Website (in der ARTE +7 Mediathek) zur Verfügung. Nach sieben Jahren und 310 Sendungen wurde Yourope das letzte Mal am 17. Dezember 2016 ausgestrahlt.